# Cesarino Romano
Cesarino Romano, o Cesare Romano, (Voghera, 5 de julio de 1924 - Génova, 23 de abril de 2008) fue un médico italiano.
Su actividad clínica y de investigación se centró en el estudio de las enfermedades pediátricas.
Se ocupó en particular de enfermedades endocrinas, metabólicas y además de fibrosis quística.
Su nombre está indisolublemente ligado al Síndrome de Romano-Ward que describió por primera vez en 1963.
El Síndrome de Romano-Ward es la variante predominante del síndrome del QT largo, una patología asociada a un trastorno del ritmo cardíaco en el que el músculo cardíaco requiere más tiempo que lo normal para recargarse entre dos latidos y puede llevar a cansancio, debilidad y muerte súbita.

## Carrera
Al matricularse en la Facultad de Medicina de la Universidad de Pavía, le admitieron, por méritos, en el prestigioso Colegio Ghislieri de Pavía.
Se licenció en Medicina y Cirugía con matrícula de honor el 26 de abril de 1952.
En el mismo año, se mudó a Génova para seguir los cursos de la Escuela de Especialidad en Pediatría, dirigida por el ya famoso Prof. Giovanni de Toni, donde se especializó en 1954, presentando la tesis “Patologia del pancreas in età infantile, con particolare riguardo alla fibrosi cistica del pancreas” (Patología del páncreas en la infancia, con particular referencia a la fibrosis quística del páncreas).
En 1956 fue propuesto por el Prof. de Toni para el concurso internacional a la primera beca Guigoz para los estudios sobre la nutrición y el metabolismo del niño.
Una vez conseguida la beca, en los años 1956-1957 continuó sus estudios en París, en el “Centre d’études sur les maladies du Métabolisme chez l’enfant” dirigido por el Prof. Pierre Royer, en el Hôpital des Enfants Malades.
Gracias a su experiencia parisina trajo a Italia innovaciones fundamentales, aplicadas hasta hoy, en el cuidado y la asistencia de las enfermedades endocrinas-metabólicas y de la diabetes.
Su carrera universitaria se desarrolló completamente en la Clínica Pediátrica de la Universidad de Génova, a partir de 1958, cuando le nombraron Asistente en la Clínica Pediátrica del Prof. de Toni, consiguiendo después la Libre Docencia en Pediatría en 1961 gracias a su mérito científico, el título de profesor encargado (Terapia Pediátrica Sistemática) en 1972 y él de profesor ordinario (Clínica Pediátrica R, luego Clínica Pediátrica) en 1976.
En 1956 le encargaron el ambulatorio para cardiópatas de la Clínica Pediátrica y desde 1958 fue elegido para el Laboratorio de Electrocardiografía y la Sección de Cardiología de la Clínica Pediátrica.
Desde 1957 dirigió la Sección para el estudio de la Fibrosis Quística de la Clínica Pediátrica.
En 1958 le encargaron el Laboratorio de Hormonología y Bioquímica de la Clínica Pediátrica.
Desde 1960 fue responsable de la Sección para el Estudio de la Diabetes Infantil.
Desde 1960 hasta la jubilación fue director del Centro de Pediatría Social para las Enfermedades Endocrino-Metabólicas de la Universidad de Génova, que incluye las secciones de Ecocardiografía, Diabetología, Aminoacidopatías y Enfermedades Metabólicas, Fibrosis Quística.
En el ámbito de su actividad clínico-científica en cardiología pediátrica, describió por primera vez, en 1963, un nuevo síndrome de arritmia congénita familiar.
El síndrome llevará su nombre y será universalmente reconocido como síndrome de Romano-Ward.
En el mismo período, señaló por primera vez en la literatura médica internacional un nuevo signo electrocardiográfico presente en el hipotiroidismo y en la hipercalcemía.
La experiencia adquirida en doce años de estudio de la fibrosis quística se expresó en numerosas publicaciones de carácter clínico-científico.
Debemos a su actividad la recolección del material casuístico y científico que fue objeto del primer Simposio Italiano sobre la Fibrosis Quística del Páncreas, organizado en Génova en febrero de 1961, bajo la presidencia de su Maestro, Prof. Giovanni de Toni.
En 1966 inspiró y contribuyó a la constitución de la Asociación Italiana por la Lucha contra la Fibrosis Quística y llegó a ser Secretario del Comité de Asesoramiento Científico.
En 1968 publicó la primera monografía sobre la Fibrosis Quística, que representó durante años el punto de referencia fundamental para todos los pediatras interesados en la enfermedad.
Bajo su dirección, el Centro Regional de la Fibrosis Quística de Génova mantuvo siempre un elevado nivel clínico-asistencial, hasta la realización, en 1990, del primer trasplante de pulmón en un paciente italiano.
En el campo de la neumología pediátrica, organizó en 1973, en honor de su Maestro, Prof. Giovanni de Toni, el Simposio sobre las Bronconeumopatías Crónicas y Recurrentes de la Edad Pediátrica.
En colaboración con B. Afzelius y G.F. Gargani describió, en 1985, una variante nueva de Discinesia Ciliar Primaria.
A partir de 1965 dirigió además la Sección para la Fenilcetonuria de la Clínica Pediátrica, iniciando una experiencia asistencial en el plan clínico, dietético y biológico que permitió valorizar la que todavía hoy es la más extendida casuística italiana de enfermedades metabólicas.
Siempre en este ámbito, el Prof. Romano luchó con tenacidad y determinación para realizar una de las intervenciones en pediatría preventiva y social más importantes de la medicina moderna.
En 1973, gracias a la inspiración responsable del Prof. Romano, la Región Liguria, primera en Italia, promulgó la ley sobre el programa de cribado neonatal de la fenilcetonuria.
En 1986 el programa de cribado fue extendido por ley incluso al hipotiroidismo congénito.
En el ámbito de la endocrinología pediátrica, su relación con el Prof. Zvi Laron de Tel Aviv fue intensa y amistosa, lo que permitió realizar, también en colaboración con el Prof. Silvano Mastragostino, el primer congreso internacional sobre el alargamiento de extremidades (Limb lengthening: for whom, when and how?)
En 1976 fue nombrado Director de la Clínica Pediátrica de la Universidad de Génova que dirigió hasta 1996, formando una entera generación de pediatras.
En los últimos años de su carrera profesional, dio luz a otro sueño, la construcción de la Pediatría de Urgencia, instituyendo el Curso de Perfeccionamiento Post-Universitario de Pediatría de Urgencia y publicando el primer volumen de “Pediatria d’Urgenza”.